# ميغيل كيولار
ميغيل كيولار (بالإسبانية: Miguel Cuéllar Gacharná)‏ هو لاعب شطرنج كولومبي، ولد في 18 نوفمبر 1916، وتوفي في 5 ديسمبر 1985.

## وصلات خارجية
- ميغيل كيولار على موقع مباريات الشطرنج (الإنجليزية)
- ميغيل كيولار على موقع 365Chess.com (الإنجليزية)
- ميغيل كيولار على موقع Chesstempo.com (الإنجليزية)
- ميغيل كيولار سجل أولمبياد الشطرنج على موقع OlimpBase.org (الإنجليزية)